# Семен Дмитрович Друцький
Семен Дмитрович Друцький (пом. після 1422) — державний діяч Великого князівства Литовського і Руського, князь Друцький (1401—1422). Син Друцького князя Дмитра Семеновича. Після смерті батька у битві на Ворсклі 1399 року разом з братом Дмитром посів родинний Друцьк. 26 січня 1401 року в Бірштанах заприсягся, що буде до кінця життя вірним великому князю Вітовту, по його смерті буде служити Ягайлу та Короні Польській. В 1422 році видав племінницю Софію — доньку князя Андрія Івановича Гольшанського та Олександри, сестри Семена за короля Ягайла.
Діти: Іван «Баба», Іван «Путята», Михайло «Болобан», Дмитро «Сокира», Василь «Красний», Григорій Друцький-Любецький.